# Richard von Krafft-Ebing
Richard von Krafft-Ebing (Richard von Freiherr Krafft-Ebing) (14 de agosto de 1840 - 22 de diciembre de 1902) fue un psiquiatra alemán, autor de numerosas obras, entre las que se destaca Psychopathia sexualis (1886), el primer libro dedicado enteramente a las llamadas perversiones sexuales.

## Obra
- Psychopathia Sexualis (1886), reimpresión de Bloat Books, 1999; ISBN 0-9650324-1-8
- Die Melancholie: Eine klinische Studie (1874);
- Grundzüge der Kriminalpsychologie für Juristen (Segunda edición) (1882);
- Die progressive allgemeine Paralyse (1894);
- Nervosität und neurasthenische Zustände (1895).

### Trabajos traducidos al inglés por Craddock
- An Experimental Study in the Domain of Hypnotism (Nueva York y Londres, 1889);
- Psychosis Menstrualis (1902);
- Psychopathia Sexualis (1903);
- Text Book of Insanity (1905).